# 2-га авіаційна армія особливого призначення
2-а авіаці́йна а́рмія особли́вого призна́чення (АОП-2) — оперативно-стратегічне об'єднання (авіаційна армія) військово-повітряних сил Робітничо-селянської Червоної армії (ВПС РСЧА).

## Історія
На виконання постанови Головної військової ради Червоної Армії від 10 квітня 1938 р. наказом НКО № 0017 від 21 травня 1938 р. була сформована 2-а авіаційна армія особливого призначення з дислокацією у Воронежі. Цим же наказом встановлювався 4-полковий склад авіаційної армії з чисельністю авіаційного парку 307 літаків (в кожному полку по 61 бомбардувальнику, 15 винищувачів для протиповітряних баз армії й 3 літаки для обслуговування управління). Командувач АОН-2 підпорядковувався безпосередньо народному комісарові оборони СРСР на правах командувача військовим округом.
За розпорядженням Генерального штабу Червоної Армії від 12 січня 1940 р. і наказом ВВС № 063 від 29 квітня 1940 р. армія була розформована, їх частини та з'єднання увійшли до складу створеної далекобомбардувальної авіації Головного командування.

## Командування
- 1938 рік — комдив Проскуров Іван Йосипович;
- 1938–1939 роки — комбриг Денисов Сергій Прокопович;

## Склад
Станом на 20 жовтня 1939 року:
- Воронеж:
  - 64-а авіаційна бригада:
    - 7-й далекобомбардувальний авіаційний полк;
    - 42-й далекобомбардувальний авіаційний полк.

  - 112-а авіаційна база.
  - Школа молодших спеціалістів.
- Курськ:
  - 30-а авіаційна бригада:
    - 51-й швидкісний бомбардувальний авіаційний полк.

  - 115-а авіаційна база.
  - 137-а комендатура аеродрому.
  - Стаціонарна киснева станція.
- Орел:
  - 45-й швидкісний бомбардувальний авіаційний полк.
  - 141-а авіаційна база.
  - 137-а комендатура аеродрому.